# Vange (Engeland)
Vange is een plaats in het district Basildon in het Engelse graafschap Essex. In het Domesday Book van 1086 staat van Vange vermeld dat de bevolking 16 huishoudens telde en dat de pachters beschikten over 4 ploegen akkerland. De dorpskerk dateert van de Normandische tijd en werd in de vijftiende eeuw verbouwd. Zij heeft een vermelding op de Britse monumentenlijst.